# Llista de monuments de les Borges Blanques
Llista de monuments de les Borges Blanques inclosos en l'Inventari del Patrimoni Arquitectònic Català per al municipi de les Borges Blanques (Garrigues). Inclou els inscrits en el Registre de Béns Culturals d'Interès Nacional (BCIN) amb la classificació de monuments històrics, els Béns Culturals d'Interès Local (BCIL) de caràcter immoble i la resta de béns arquitectònics integrants del patrimoni cultural català.
| Monument                                                                              | Protecció   | Estil/època                     | Localització                                                            | Coordenades                                          | Codi?         | Imatge |
| ------------------------------------------------------------------------------------- | ----------- | ------------------------------- | ----------------------------------------------------------------------- | ---------------------------------------------------- | ------------- | --- |
| Castell de les Borges Blanques                                                        | BCIN 797-MH | Romànic, gòtic XIII             | Les Borges Blanques Enderrocat                                          | 41° 31′ 23″ N, 0° 52′ 03″ E / 41.522959°N,0.867407°E | RI-51-0006284 | Carregueu una nova foto d'aquest monument                                                                                                |
| L'Abadia                                                                              |             | Obra popular XVI                | Les Borges Blanques C. Abadia, 8                                        | 41° 31′ 20″ N, 0° 52′ 06″ E / 41.52214°N,0.86844°E   | IPA-13874     | L'Abadia (les Borges Blanques) · Vegeu més fotos d'aquest monument · Carregueu una nova foto d'aquest monument                           |
| Casal Marino, o Ateneu Popular Garriguenc                                             |             | Obra popular XIX                | Les Borges Blanques C. Ave Maria, 14                                    | 41° 31′ 19″ N, 0° 51′ 59″ E / 41.52184°N,0.86645°E   | IPA-13875     | Carregueu una nova foto d'aquest monument                                                                                                |
| Antiga Central Telefònica, o Cal Marsal                                               |             | Eclecticisme XIX                | Les Borges Blanques C. la Bassa, 7                                      | 41° 31′ 13″ N, 0° 52′ 05″ E / 41.52025°N,0.86803°E   | IPA-13876     | Carregueu una nova foto d'aquest monument                                                                                                |
| Palau del Marquès d'Olivart                                                           | BCIL 2000   | Historicisme XIX                | Les Borges Blanques C. Carme, 21                                        | 41° 31′ 14″ N, 0° 52′ 08″ E / 41.52067°N,0.86899°E   | IPA-13877     | Palau del Marquès d'Olivart (les Borges Blanques) · Vegeu més fotos d'aquest monument · Carregueu una nova foto d'aquest monument        |
| Antic jutjat                                                                          |             | Modernisme, obra popular XX     | Les Borges Blanques C. de la Carnisseria, 6                             | 41° 31′ 18″ N, 0° 52′ 06″ E / 41.52174°N,0.86824°E   | IPA-13879     | Carregueu una nova foto d'aquest monument                                                                                                |
| Envelat                                                                               |             | XX                              | Les Borges Blanques C. Catalunya, 14 (enderrocat)                       |                                                      | IPA-13880     | Carregueu una nova foto d'aquest monument                                                                                                |
| Centre Republicà                                                                      |             | Noucentisme XX                  | Les Borges Blanques C. Sant Jaume, 7 (enderrocat)                       |                                                      | IPA-13882     | Carregueu una nova foto d'aquest monument                                                                                                |
| Plaça de la Constitució                                                               |             | Obra popular XIV                | Les Borges Blanques Pl. de la Constitució                               | 41° 31′ 17″ N, 0° 52′ 04″ E / 41.52137°N,0.86768°E   | IPA-13883     | Plaça de la Constitució (les Borges Blanques) · Vegeu més fotos d'aquest monument · Carregueu una nova foto d'aquest monument            |
| Cal Menso                                                                             |             | Noucentisme XX                  | Les Borges Blanques Pl. la Constitució, 2                               | 41° 31′ 15″ N, 0° 52′ 04″ E / 41.52078°N,0.86787°E   | IPA-13884     | Cal Menso (les Borges Blanques) · Vegeu més fotos d'aquest monument · Carregueu una nova foto d'aquest monument                          |
| Cal Segarra                                                                           |             | Eclecticisme XIX                | Les Borges Blanques Pl. Constitució, 3 (A)                              | 41° 31′ 15″ N, 0° 52′ 03″ E / 41.52074°N,0.86759°E   | IPA-13885     | Cal Segarra (les Borges Blanques) · Vegeu més fotos d'aquest monument · Carregueu una nova foto d'aquest monument                        |
| Cal Masgoret, o Casa Ricart                                                           |             | Barroc XVII                     | Les Borges Blanques Pl. de la Constitució, 11                           | 41° 31′ 16″ N, 0° 52′ 03″ E / 41.52121°N,0.86749°E   | IPA-13886     | Cal Masgoret (les Borges Blanques) · Vegeu més fotos d'aquest monument · Carregueu una nova foto d'aquest monument                       |
| Antic Ajuntament                                                                      |             | Obra popular XVIII              | Les Borges Blanques Pl. Constitució, 30                                 | 41° 31′ 17″ N, 0° 52′ 04″ E / 41.52149°N,0.86781°E   | IPA-13887     | Carregueu una nova foto d'aquest monument                                                                                                |
| Cal Farre de Tall                                                                     |             | Renaixement, obra popular XVI   | Les Borges Blanques Pl. de la Constitució, 31                           | 41° 31′ 18″ N, 0° 52′ 03″ E / 41.52173°N,0.86759°E   | IPA-13888     | Cal Farre de Tall (les Borges Blanques) · Vegeu més fotos d'aquest monument · Carregueu una nova foto d'aquest monument                  |
| Església parroquial de l'Assumpta                                                     |             | Barroc, neoclassicisme XVIII    | Les Borges Blanques C. Santa Vedruna, 31                                | 41° 31′ 19″ N, 0° 52′ 07″ E / 41.5219°N,0.86873°E    | IPA-13889     | Església parroquial de l'Assumpta (les Borges Blanques) · Vegeu més fotos d'aquest monument · Carregueu una nova foto d'aquest monument  |
| Cal Gasull                                                                            |             | Modernisme, obra popular XX     | Les Borges Blanques Av. Santiago Russinyol, 12 (A)                      | 41° 31′ 21″ N, 0° 52′ 29″ E / 41.52263°N,0.87481°E   | IPA-13891     | Carregueu una nova foto d'aquest monument                                                                                                |
| Capella de la Mare de Déu dels Dolors, o la Capelleta                                 |             | Barroc, obra popular XVIII      | Les Borges Blanques C. Hospital, 31                                     | 41° 31′ 19″ N, 0° 52′ 01″ E / 41.52187°N,0.86702°E   | IPA-13893     | Carregueu una nova foto d'aquest monument                                                                                                |
| Cal Gall                                                                              |             | Modernisme XX                   | Les Borges Blanques C. Santa Justina, 28                                | 41° 31′ 16″ N, 0° 52′ 15″ E / 41.52116°N,0.87072°E   | IPA-13894     | Cal Gall (les Borges Blanques) · Vegeu més fotos d'aquest monument · Carregueu una nova foto d'aquest monument                           |
| Centre Republicà d'Esquerra                                                           |             | Noucentisme XIX Mitjan          | Les Borges Blanques C. Nou, 11                                          | 41° 31′ 16″ N, 0° 52′ 07″ E / 41.52113°N,0.86848°E   | IPA-13896     | Centre Republicà d'Esquerra (les Borges Blanques) · Vegeu més fotos d'aquest monument · Carregueu una nova foto d'aquest monument        |
| Cal Pifarré, Cal Sumalla, o lo Serxo de la Floresta                                   |             | Modernisme XX                   | Les Borges Blanques Av. Santiago Rusiñol, 73                            | 41° 31′ 22″ N, 0° 52′ 22″ E / 41.52275°N,0.87278°E   | IPA-13897     | Cal Pifarre (les Borges Blanques) · Vegeu més fotos d'aquest monument · Carregueu una nova foto d'aquest monument                        |
| Passeig del Terrall                                                                   |             | XIX                             | Les Borges Blanques Pg. Terrall                                         | 41° 31′ 11″ N, 0° 52′ 04″ E / 41.51964°N,0.8677°E    | IPA-13899     | Passeig del Terrall (les Borges Blanques) · Vegeu més fotos d'aquest monument · Carregueu una nova foto d'aquest monument                |
| Casa de la Cultura                                                                    |             | Darreres tendències XX          | Les Borges Blanques Pg. del Terrall                                     | 41° 31′ 06″ N, 0° 52′ 04″ E / 41.51841°N,0.86775°E   | IPA-13900     | Carregueu una nova foto d'aquest monument                                                                                                |
| Cal Paco                                                                              |             | Monumentalisme academicista XIX | Les Borges Blanques C. del Terall, 14                                   | 41° 31′ 11″ N, 0° 52′ 00″ E / 41.51965°N,0.86667°E   | IPA-13902     | Carregueu una nova foto d'aquest monument                                                                                                |
| Monument al Pagès de les Garrigues                                                    |             | Obra popular XX                 | Les Borges Blanques Pg. del Terrall                                     | 41° 31′ 10″ N, 0° 52′ 02″ E / 41.51957°N,0.86728°E   | IPA-13903     | Monument al Pagès de les Garrigues (les Borges Blanques) · Vegeu més fotos d'aquest monument · Carregueu una nova foto d'aquest monument |
| Font o abeurador                                                                      |             | Neoclassicisme XVIII            | Les Borges Blanques Pl. del Terrall                                     | 41° 31′ 08″ N, 0° 51′ 59″ E / 41.518865°N,0.866357°E | IPA-13904     | Carregueu una nova foto d'aquest monument                                                                                                |
| Arcs del Convent de les Carmelites                                                    |             | Obra popular XVI                | Les Borges Blanques Pg. del Terrall                                     | 41° 31′ 11″ N, 0° 52′ 01″ E / 41.5197°N,0.86706°E    | IPA-13906     | Carregueu una nova foto d'aquest monument                                                                                                |
| Cafè - Teatre - Cinema Terrall                                                        |             | Obra popular XX                 | Les Borges Blanques Pg. del Terrall, 7                                  | 41° 31′ 05″ N, 0° 52′ 04″ E / 41.51814°N,0.86788°E   | IPA-13907     | Carregueu una nova foto d'aquest monument                                                                                                |
| Ermita de Sant Cristòfol, Parc de la Font Vella                                       | BCIL 2002   | Darreres tendències XX          | Les Borges Blanques Partida Mirabella                                   | 41° 31′ 25″ N, 0° 53′ 16″ E / 41.523728°N,0.887802°E | IPA-13909     | Carregueu una nova foto d'aquest monument                                                                                                |
| Vil·la Teresa                                                                         |             | Eclecticisme XX                 | Les Borges Blanques Partida Rovinals, carretera d'Arbeca                | 41° 31′ 28″ N, 0° 52′ 23″ E / 41.52445°N,0.87297°E   | IPA-13936     | Carregueu una nova foto d'aquest monument                                                                                                |
| Ermita de Sant Salvador                                                               | BCIL 2002   | Obra popular XIII               | Les Borges Blanques Partida Freginals, ctra. de Cervià                  | 41° 29′ 29″ N, 0° 52′ 27″ E / 41.49148°N,0.87408°E   | IPA-13937     | Ermita de Sant Salvador (les Borges Blanques) · Vegeu més fotos d'aquest monument · Carregueu una nova foto d'aquest monument            |
| Fornet de Sant Salvador                                                               |             | Gòtic XIV                       | Les Borges Blanques Partida dels Freginals, ctra. de Cervià             | 41° 29′ 30″ N, 0° 52′ 24″ E / 41.49163°N,0.8734°E    | IPA-13938     | Fornet de Sant Salvador (les Borges Blanques) · Vegeu més fotos d'aquest monument · Carregueu una nova foto d'aquest monument            |
| Fàbrica de Farines                                                                    |             | Racionalisme XX                 | Les Borges Blanques Raval de Lleida, 74                                 | 41° 31′ 23″ N, 0° 51′ 46″ E / 41.52309°N,0.86285°E   | IPA-13939     | Carregueu una nova foto d'aquest monument                                                                                                |
| Cabana de volta                                                                       |             | Obra popular XX                 | Les Borges Blanques Partida Basseta del Lliró                           | 41° 29′ 02″ N, 0° 52′ 59″ E / 41.48382°N,0.88302°E   | IPA-13940     | Carregueu una nova foto d'aquest monument                                                                                                |
| Cabana Mixta                                                                          |             | Obra popular XX                 | Les Borges Blanques Partida la Bassa de la Torre, paratge Pla del Bepon | 41° 28′ 41″ N, 0° 51′ 38″ E / 41.47801°N,0.86059°E   | IPA-13941     | Carregueu una nova foto d'aquest monument                                                                                                |
| Capella del Mas Balcells                                                              |             | Historicisme XIX                | Les Borges Blanques Paratge Roquis, partida de la Pujada                | 41° 29′ 42″ N, 0° 51′ 00″ E / 41.49494°N,0.84989°E   | IPA-13942     | Capella del Mas Balcells (les Borges Blanques) · Vegeu més fotos d'aquest monument · Carregueu una nova foto d'aquest monument           |
| Construccions de pedra seca I, volta plana                                            |             | Obra popular                    | Les Borges Blanques Partida la Basseta del Lliró                        | 41° 29′ 03″ N, 0° 52′ 49″ E / 41.48405°N,0.88018°E   | IPA-17740     | Carregueu una nova foto d'aquest monument                                                                                                |
| Construccions de pedra seca II, cabana de volta tapada                                |             | Obra popular XIX                | Les Borges Blanques Partida Pla de les Garses, paratge Espona Grossa    | 41° 29′ 05″ N, 0° 54′ 48″ E / 41.48483°N,0.91342°E   | IPA-17741     | Carregueu una nova foto d'aquest monument                                                                                                |
| Mas Roig                                                                              |             | Obra popular XIX                | Les Borges Blanques Partida Coll Roig, paratge Comandilla               | 41° 31′ 39″ N, 0° 47′ 18″ E / 41.52742°N,0.78845°E   | IPA-17782     | Carregueu una nova foto d'aquest monument                                                                                                |
| Antiga Torre Sala, Museu de l'Oli, Fundació Parc Temàtic de l'Oli, antiga Masia Salat |             | Obra popular XVII               | Les Borges Blanques Ctra. Tarragona-Lleida, km 71                       | 41° 31′ 50″ N, 0° 50′ 41″ E / 41.5305°N,0.84481°E    | IPA-17783     | Antiga Torre Sala (les Borges Blanques) · Vegeu més fotos d'aquest monument · Carregueu una nova foto d'aquest monument                  |
| Parc arbrat del Canal Principal d'Urgell 4a séquia                                    | BCIL 2002   | XIX                             | Les Borges Blanques                                                     |                                                      | IPA-23741     | Carregueu una nova foto d'aquest monument                                                                                                |
| Cal Gineret                                                                           | BCIL 2005   | XIX                             | Les Borges Blanques C. de la Font - c. Sant Pere                        | 41° 31′ 19″ N, 0° 52′ 13″ E / 41.52191°N,0.87033°E   | IPA-30913     | Carregueu una nova foto d'aquest monument                                                                                                |